# یانگ چون هان
یانگ چون هان (楊俊瀚؛ زادهٔ ۱ ژانویهٔ ۱۹۹۷) ورزشکار دو و میدانی اهل تایوان است.